# Edward Cronjager
Edward Cronjager (Nova Iorque, 21 de março de 1904 -  Hollywood, 15 de junho de 1960) foi um diretor de fotografia estadunidense cuja carreira abrangeu a era do cinema mudo até a década de 1950. Ele vem de uma família de produtores de cinema, com pai, tio e irmãos trabalhando nos bastidores da indústria cinematográfica. Seu trabalho abrange mais de 100 filmes, incluindo projetos na televisão no final de sua carreira. Ele filmou em preto e branco e em cores, e seu trabalho ao longo de três décadas foi indicado a sete prêmios da Academia, embora ele nunca tenha ganhado uma estatueta. 
Ele foi o diretor de fotografia favorito do antigo astro do cinema Richard Dix, e atuou em vários comitês da Academia de Artes e Ciências Cinematográficas (AMPAS) e foi selecionado pela American Society of Cinematographers (ASC) para testar novos tipos de estoque de filmes. Cronjager foi pioneiro em muitas novas técnicas e gêneros cinematográficos, desenvolvendo novos ângulos de câmera na década de 1920, filmando os primeiros filmes noir na década de 1940 e usando a CinemaScope na fotografia subaquática na década de 1950.